# 尤里·鲁本
尤里·亚诺维奇·鲁本（俄语：Юрий Янович Рубэн，1925年4月15日—2004年3月14日），拉脱维亚人，苏联党和国家领导人。曾任拉脱维亚苏维埃社会主义共和国部长会议主席。

## 生平
- 1925年4月15日出生于苏联白俄罗斯苏维埃社会主义共和国莫吉廖夫的一个军人家庭。
- 1943年1月-6月，红军卡累利阿方面军第262步兵师第815炮兵团无线电操作员。1943年6月在战斗中失去左眼，随即因伤病复员。
- 1943年9月-1946年2月，鲍曼莫斯科国立技术大学学习。
- 1946年2月-1951年4月，拉脱维亚大学学习。
- 1951年4月-1952年9月，里加压缩机厂工程师。
- 1952年9月-1955年1月，共青团里加市“无产阶级区”委第一书记。1953年加入苏联共产党。
- 1955年1月-1958年9月，拉脱维亚共产党里加市委工业和交通运输部指导员、副部长。
- 1958年9月-1960年8月，苏共中央高级党校学习。
- 1960年11月-1963年1月，拉共利耶帕亚市委第一书记。
- 1963年1月-6月，拉共中央委员会工业和建设部部长。
- 1963年6月-1966年4月，拉共里加市委第一书记。
- 1966年4月-1970年5月，拉共中央委员会书记。
- 1970年5月-1988年10月，拉脱维亚苏维埃社会主义共和国部长会议主席。
- 1988年10月起退休。
- 2004年3月14日于里加逝世，享年78岁。

鲁本是苏共22-27大代表，第24-27届中央候补委员，第8届苏联最高苏维埃民族院代表，第9-11届苏联最高苏维埃民族院代表，第6-11届拉脱维亚苏维埃社会主义共和国最高苏维埃代表。

## 荣誉
- 三次列宁勋章
- 一级卫国战争勋章
- 劳动红旗勋章
- 十月革命勋章
- 勇敢奖章